# غريغوري غوز
غريغوري غوز هو لاعب كرة قدم روسي في مركز الوسط، ولد في 5 يناير 1985. لعب مع سبارتاك نالتشيك وسيبير نوفوسيبيريسك.

## وصلات خارجية
- غريغوري غوز على موقع Soccerway.com (الإنجليزية)